# Déraciné
Déraciné (fr. desarraigado) es un videojuego de realidad virtual exclusivo para PlayStation VR desarrollado por From Software en colaboración con Japan's Studio y distribuido por Sony Interactive Entertainment. Su estreno se produjo el 6 de noviembre de 2018.

## Desarrollo
Fue presentado en la conferencia de Sony en la E3 2018 como un título para PlayStation VR que se estrenaría ese mismo año pero sin fecha establecida. Hidetaka Miyazaki, el director del juego, afirma que Déraciné es una vuelta a las raíces de From Software, un videojuego de aventura clásica. En palabras de Miyazaki, "Déraciné no busca revolucionar el género (...) Además no significa que la compañía tome otro rumbo", esto quiere decir que Déraciné, siendo el primer videojuego de realidad virtual de From Software es único y la compañía se dedicará a realizar juegos como los que están acostumbrados a desarrollar.

## Argumento
El jugador controla a una fuerza espiritual invisible, una especie de hada que debe resolver puzles en lo que parece ser un instituto. También hay seis niños que estudian ahí. Déraciné es en esencia una historia profunda, el jugador debe entender el vínculo entre el hada, el instituto y los niños.